# سیلاس تزومرکاس
سیلاس تزومرکاس (انگلیسی: Syllas Tzoumerkas؛ زادهٔ ۱۹۷۸) کارگردان و بازیگر اهل کشور یونان است. وی متولد شهر سالونیک است. این هنرمند در زمینهٔ کارگردانی و تئاتر تحصیل کرده است. نخستین فیلمش را که یک فیلم کوتاه بود در سال ۲۰۰۰ ساخت. این فیلم کوتاه به جشنواره فیلم کن راه یافت و از جشنواره فیلم کارلووی واری جایزه گرفت.